# 散碎的原色
《散碎的原色》（Separate Hearts、分离的心）是KID在2006年发行的一款恋爱冒险游戏。然而，由於KID在2006年12月申請破產，本作官方中文版直到2008年才由娛樂通和英特衛代理推出。

## 登場角色
星川 純一
本作主人公，天台高中二年級學生，因為發生車禍而住院一陣子，出院後失去了一切有關於光的記憶。在回到學校後的每一天中，持續地找尋散碎的原色（光的記憶）……
事實上，紅、綠、藍三種原色，分別是純一在夢境中幻想出來的三個女角色，她們各自代表純一與光生活記憶中的一部份。當純一在夢中不斷與她們相識、交往、離別後，他會尋回失落在記憶深處的碎片，然後從夢境甦醒……
日向 光（聲優：小清水亞美）
本作女主角，是純一的同班同學與小時候的青梅竹馬，同時也是現在正交往中的女朋友。根據透的說法，她現在正下落不明，而失蹤這件事背後似乎隱藏著奇怪的內幕。
其實光並沒因意外而死，重傷在醫院昏迷的純一欲誤以為她身亡，傷心過度而陷入自己創造的夢境，不願回到現實世界。一旦純一選擇面對現實，他會從夢境中甦醒，然後光約定廝守終生。
深月 真夜（聲優：廣橋涼）
比純一低一個年級的學妹，也是純一與小光的青梅竹馬，個性外冷內熱，不善於表達感情。雖然是高中生，個性卻與小孩子無異，常常會有點拖線，小時候曾與純一約定，但每當純一問起卻什麼也不肯說。
其實她早就已經死亡，心願是長大後成為純一的新娘。一旦純一選擇和她在一起，靈魂就會被真夜帶走，他會在昏迷中失去求生意志，步向死亡的世界。
雙葉 碧（聲優：齋籐桃子）
純一復學後的第二天在上學路上遇到的一年級少女，個性迷糊，天真活潑，總是帶著一個名叫「艾萵」的企鵝娃娃（似乎會說話？），是個徹底的路癡，有著用數字來記憶事物的奇怪習慣。
其真面目是女主角和主角生活中記憶的一部份。一旦純一選擇和她在一起，他將永遠無法回到現實世界。若純一在她與光之間猶豫不決，她將被純一的潛意識吞噬，然後創造新的夢境。
橙香 朱（聲優：宮川美保）
於純一同年的戲劇社成員，個性溫柔且包容力強，有演藝天賦，總是在頂樓的長凳上睡覺，有時也會在頂樓一個人練習戲劇，但一練起來便會完全無視周遭。
其真面目是女主角和主角生活中記憶的一部份。一旦純一選擇和她在一起，他將永遠無法回到現實世界。若純一在她與光之間猶豫不決，她將被純一的潛意識吞噬，然後創造新的夢境。
水瀨 藍（聲優：本多陽子）
純一復學後在走廊上遇見的同班同學，個性十分好強不認輸，雖然看似是個冷靜的人，但其實是個有點膽小的女孩子，強項是游泳，喜歡去河邊打水漂。
其真面目是女主角和主角生活中記憶的一部份。一旦純一選擇和她在一起，他將永遠無法回到現實世界。若純一在她與光之間猶豫不決，她將被純一的潛意識吞噬，然後創造新的夢境。
鏡見 透（聲優：杉田智和）
純一的好友及同班同學，個性沉厚穩重，非常關心體貼純一，言行帶神秘色彩，在故事時常提醒純一別想太多事情。
其真面目是純一潛意識創造出來的守護神，是童年時為了壓抑被父親虐待的經歷，而代替純一承受痛苦的化身。發生車禍後純一一直陷入昏迷狀態，透曾反復創造夢境，讓主角遺忘傷痛，停留在他心中所希望的世界。透擁有純一壓抑在潛意識中的所有記憶，每當純一欲強行想起往事時，便會感到強烈的頭暈。如果純一選擇面對現實，透會返回純一心中，兩者融合為一體。若純一選擇逃避現實，他會創造無限循環的時空，使純一永遠陷入幻想當中。
中原 育也（聲優：岡本寬志）
純一在文藝社的學弟，爽朗健談，操一口關西腔，十分尊敬純一，並且稱他為「師傅」。

## 製作人員
- 起草策劃：SDR Project
- 人設／原畫：九條笛子
- 劇本編寫：西之宮勇希、若林健
- 音樂／音效：阿保剛
- 製作總監：市川和弘
- 主题歌：Separate Hearts
- 詞曲：志倉千代丸、編曲 : 磯江俊道/演唱：KAORI

## 外部連結
- （日語）Separate Hearts官方網頁